# Resolume
Resolume 4 é uma ferramenta de performance audiovisual. Ele nos permite reproduzir vídeo, áudio e clipes audiovisuais, misturá-los com os outros, aplicar efeitos a elas e saída dos resultados, quer para uma performance ao vivo ou para gravação.
Muitas pessoas que usam Resolume são VJs. Eles misturam clipes de vídeo ao vivo para acompanhar a música. Esses artistas não poderá usar os recursos de áudio do Resolume Avenue 4, mas que vai certamente ser martelando as opções de mistura de vídeo e OpenGL acelerado efeitos de vídeo .
Outros artistas usam Resolume para apresentações áudio-visual, utilizando os recursos de correspondência de BPM para sincronizar clipes com o outro e, em seguida, mergulhá-los para criar uma peça completa.
Enquanto performance ao vivo é o que mais as pessoas usam para Resolume, ele também é útil para muitos outros projetos que precisam lidar com o conteúdo audiovisual. Os MIDI , DMX e Abrir Controle de Som opções torná-lo adequado para shows e instalações com script.
O site do software é www.resolume.com 
Existe software concorrentes do Resolume, entre eles podemos citar: Millumim,Modul8, Madmapper,VDMX, entre outros